# Paul Germain
Paul Germain (ur. 28 sierpnia 1920 w Saint-Malo, zm. 26 lutego 2009 w Châtillon) – francuski mechanik teoretyk.

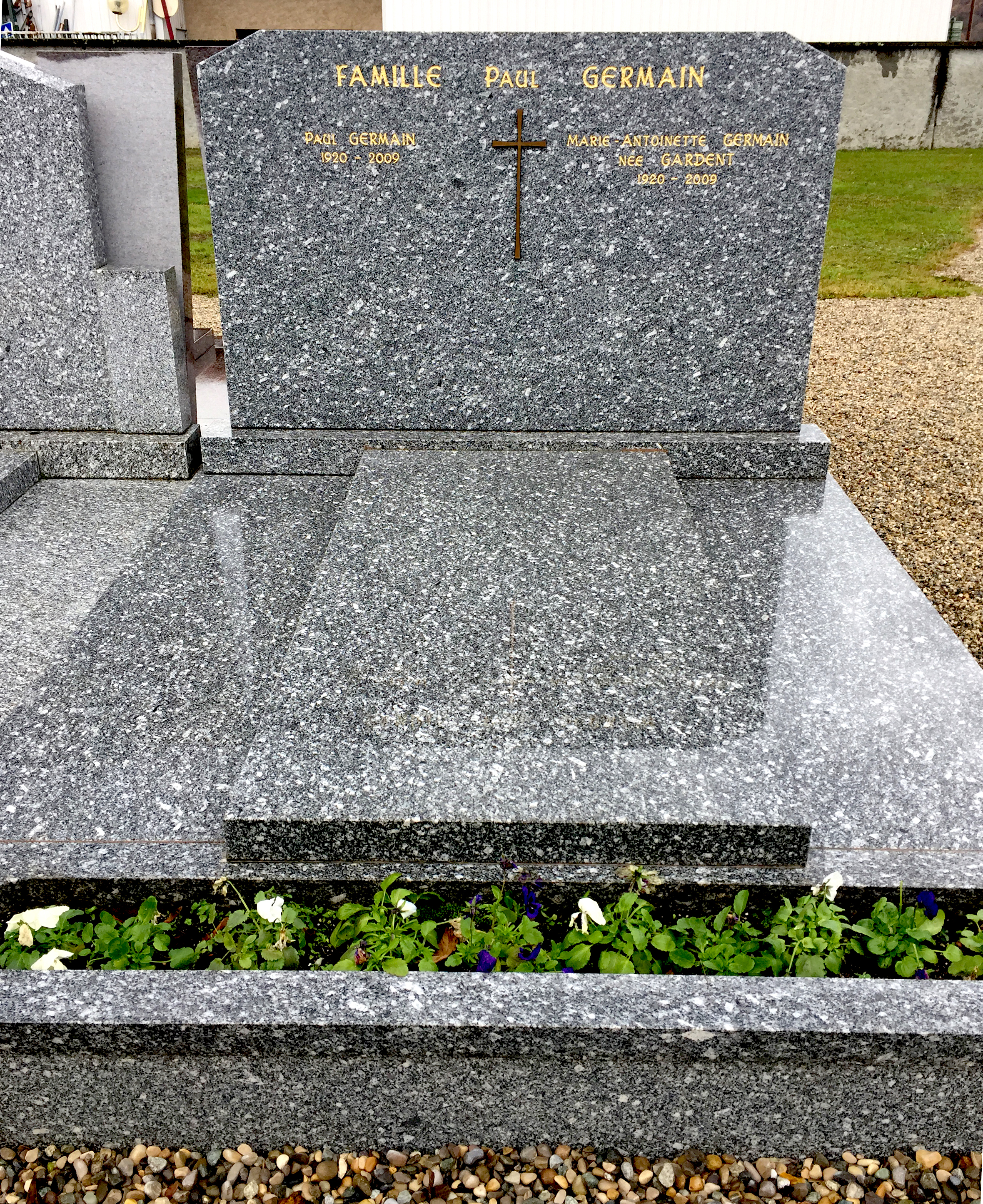
Paul Germain grób w Saint-Etienne-de-Crossey

W latach 1949–1954 był profesorem uniwersytetu w Poitiers, 1951-1958 uniwersytetu w Lille,  1958-1977 Uniwersytetu Paryskiego, a 1985-1987 École polytechnique w Paryżu. W 1977 został członkiem PAN. Jest autorem prac z teorii profili, dynamiki gazów, magnetohydrodynamiki i mechaniki ciał stałych.